# 朝のチャイムがなりました!
『朝のチャイムがなりました!』（あさのチャイムがなりました）は、私立恵比寿中学の1枚目のインディーズシングルである。2010年2月14日にスタデジ（STARDUST DIGITAL）から発売された。

## 概要
私立恵比寿中学初のCDシングルである。表題曲の存在しないシングルであり、収録曲は2曲ともカバー曲となっている。
CDが発売された2010年2月14日に開催されたイベント「スタ☆フェス vol.009」にて、奏音の転校（卒業）と矢野妃菜喜の転入（加入）が発表された。このため、本作品には転校が決まっていた奏音と新転入してきた矢野は参加していない。
CDジャケットは初期盤の6人ver.と2010年6月27日販売分より切り替わった後期盤の12人ver.があるが音源に変わりはない。どちらの盤も初期盤ジャケット6人の歌唱音源が収録されている。
もともとはライブ会場などでの手売りのみで一般流通されていなかったが、2010年11月9日よりHMVにて独占流通されることになり、HMV ONLINEやHMV店舗にて取り扱われるようになった。

## 収録曲
（私立恵比寿中学：瑞季、宇野愛海、宮崎れいな、真山りか、杏野なつ、安本彩花）
CDジャケットは初期盤の6人ver.（瑞季、宇野愛海、宮崎れいな、真山りか、杏野なつ、安本彩花）と後期盤の12人ver.（瑞季、宇野愛海、宮崎れいな、真山りか、杏野なつ、安本彩花、矢野妃菜喜、廣田あいか、星名美怜、小池梨緒、鈴木裕乃、松野莉奈）があるが音源内容に変わりはない。
1. なにがなんでも（エビ中ver.）
作詞：川島だりあ、作曲：織田哲郎、編曲：Marvin
1992年11月25日に女性アイドルグループ「桜っこクラブさくら組」がリリースしたCDシングル『なにがなんでも』の表題曲「なにがなんでも」のカバー曲となる。原曲より一部歌詞が変更（「メイキン ラヴ」→「ハッピー ラブ」、「テレフォンボックス」→「カラオケボックス」など）されている。
2012年11月21日にリリースされた私立恵比寿中学インディーズベストアルバム『エビ中の絶盤ベスト〜おわらない青春〜』に収録された[1]。
2. 大爆発No.1
作詞：和田勝彦、作曲：和田克比古、編曲：イワツボコーダイ
2001年5月23日にガールズバンド「ZONE」がリリースしたCDシングル『大爆発 NO.1』の表題曲「大爆発 NO.1」のカバー曲となる。ZONEの楽曲名は「大爆発 NO.1」である[4][注 5]が、本CDシングルに収録されている私立恵比寿中学のカバー楽曲名は「大爆発No.1」となり「大爆発」と「No.1」の間にスペースが入らず、「NO.1」ではなく「No.1」表記となっている[3]。
2012年11月21日にリリースされた私立恵比寿中学インディーズベストアルバム『エビ中の絶盤ベスト〜おわらない青春〜』に収録された[1]。このアルバムに収録された際の表記は「大爆発NO.1」となり、「大爆発」と「NO.1」の間にスペースが入っていないのは同じであるが、「NO.1」表記となっている[1]。